# 旧宫廷
旧宫廷（Alter Hof）位于慕尼黑市中心，是原路易四世的皇宫，包括五栋楼：城堡楼（Burgstock）、茨温格楼（Zwingerstock）、洛伦茨楼（Lorenzistock）菲斯特楼（Pfisterstock）和喷泉楼（Brunnenstock）。像旧城的大部分一样，它在二战中被摧毁，战后重建。

## 历史

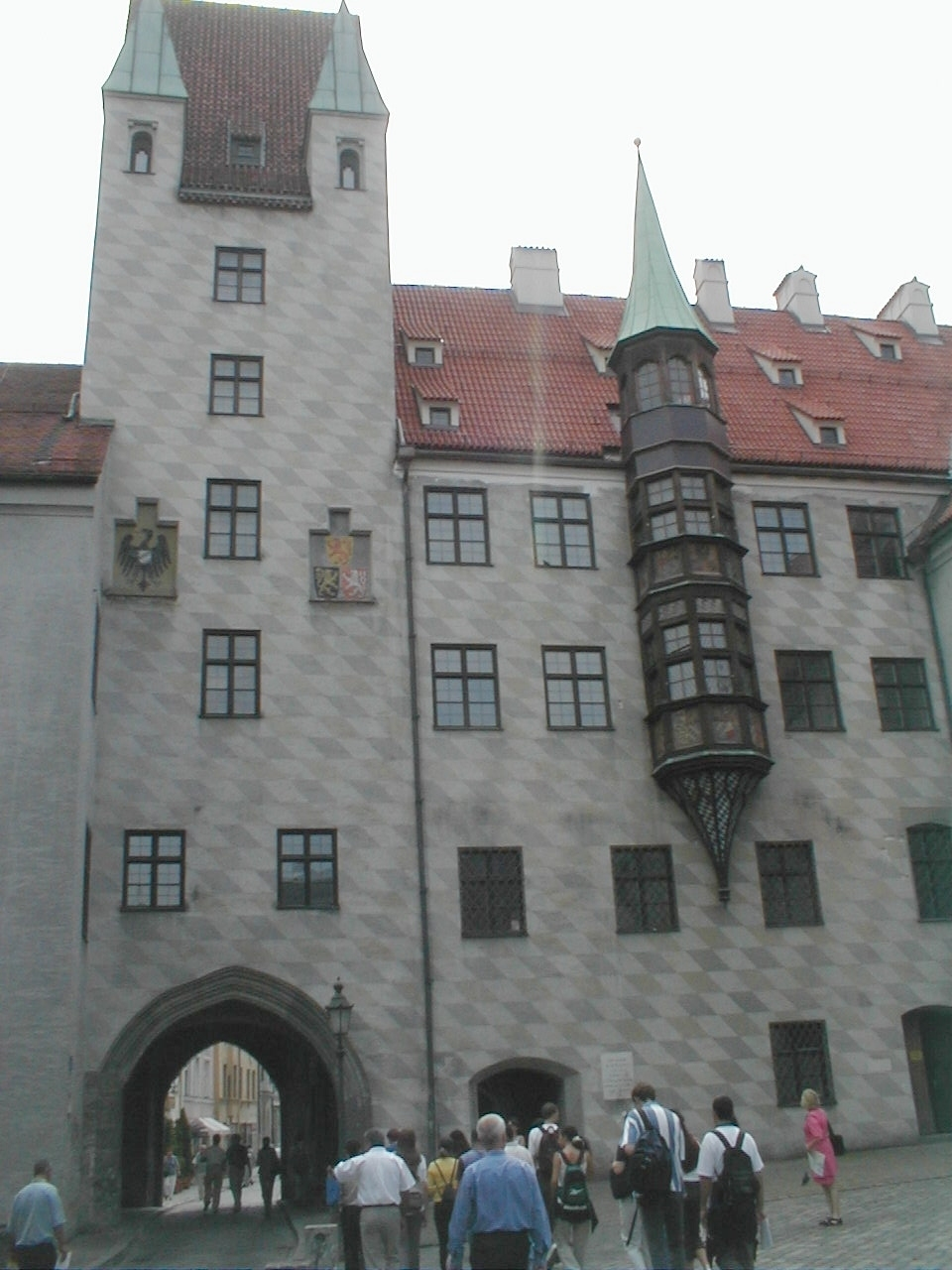

考古发掘表明，在12世纪这里已经有一座城堡。1255年巴伐利亚第一次分治后，旧宫廷成为路德维希二世的公爵府，当时位于城市的最东北部。他的儿子路易四世在位时，这座城堡是神圣罗马帝国第一座永久性的皇室住所。在北侧的圣老楞佐小堂（后来在19世纪拆除），曾经存放维特尔斯巴赫王朝的王冠。
数次起义后，城堡太不安全，在城市扩建以及新建城墙的过程中，维特尔斯巴赫公爵再次选择非常东北角作为另一个公爵住宅的建筑地点。因此，它被新建，城堡被称为新堡垒（Neuveste）。在过去的几个世纪里，新堡垒最终发展成现在的慕尼黑王宫。当维特尔斯巴赫公爵在15世纪末住在旧宫廷时，进一步改变了结构，包括院子的菱形装饰，实际居住已经是新堡垒。在16世纪上半叶，巴伐利亚公爵威廉四世最终搬到新堡垒。因此，从16世纪开始，旧宫廷只是一些政府部门的所在地。
菲斯特楼由Wilhelm Egkl建于1591年至1592年，有文艺复兴时期典型的装饰性山墙。在17世纪上半叶，一座建筑为啤酒厂和啤酒厂办公室，自18世纪末以来被称为喷泉楼。1831/32年被乔治·弗里德里希·齐布兰德的新建筑取代。19世纪初，圣老楞佐小堂被拆除，钟楼也被拆除，但后来重建。取代教堂的是新古典主义的洛伦茨楼，建于1816年至1819年，沿着霍夫格拉本街（Hofgraben）。

## 修复和旅游
现存的晚期哥特式的西楼（城堡楼及其钟楼和装饰窗台，以及茨温格楼），是由西吉斯蒙德公爵改建。第二次世界大战城堡受到破坏，战后重建。2005/2006年，洛伦茨楼、菲斯特楼和喷泉楼以后现代主义风格重建，用作办公室和豪华公寓，很令公众失望。古老的酒窖历史可以追溯到1300年左右，是慕尼黑最古老的，设有Kaiserburg历史展览可以在老宫廷参观。
该城堡还设有一个 “巴伐利亚城堡旅游信息中心” （页面存档备份，存于）。

## 旧铸币厂

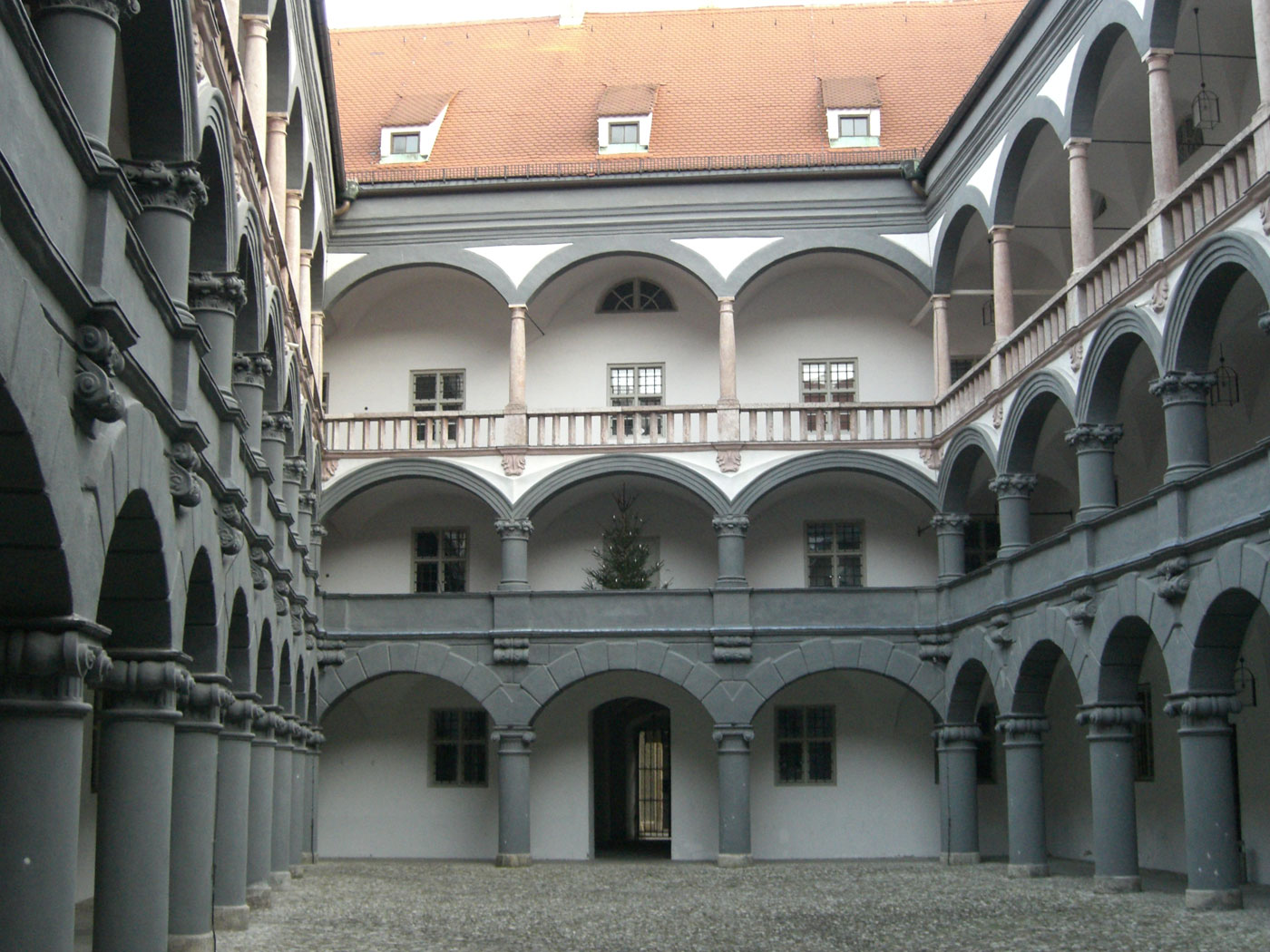

旧铸币厂（Alte Münze）是连接旧宫廷的一座文艺复兴建筑，原本是公爵的马厩和巴伐利亚公爵阿尔伯特五世的珍奇屋艺术收藏室。它由宫廷建筑师威廉·爱格科尔建于1563年。后来改为铸币厂。内院保持了文艺复兴拱廊，而西立面于1809年重新设计为新古典主义风格。北立面采用新哥特式装饰，以呼应新建的皇家大道马克西米利安大街。